# Список депутатов Верховного совета Киргизской ССР 9-го созыва
Верховный Совет Киргизской ССР 9 созыва функционировал с 1975 по 1980 год.

## Общие сведения
Выборы в Верховный Совет Киргизской ССР 9 созыва состоялись 15 июня 1975 года, всего было избрано 340 депутатов.

## Список
| Портрет | ФИО                                  | Г.р. | Номер округа | Избирательный округ      | Район             | Член КПСС, с года | Должность на момент избрания |
| ------- | ------------------------------------ | ---- | ------------ | ------------------------ | ----------------- | ----------------- | --- |
|         | Абакиров Анаш                        | 1926 | 131          | Шамшинский               | Чуйский район     | 1953              | председатель Государственного комитета СМ КССР по делам издательств, полиграфии и книжной торговли, заслуженный работник культуры КССР, член ЦК КП КССР                                                                                  |
|         | Абакиров Эмильбек                    | 1929 | 168          | Сан-Ташский              | Тюпский район     | 1957              | председатель Киргизского республиканского Совета профессиональных союзов, член ЦК КП КССР |
|         | Абдраев Карике Абдраевич             | 1932 | 138          | Токтогульский            | г. Пржевальск     | 1960              | председатель исполкома Иссык-Кульского областного Совета депутатов трудящихся, член ЦК КП КССР |
|         | Абдраев Куттубай                     | 1932 | 191          | Кок-Джарский             | Кочкорский район  | 1966              | старший чабан совхоза «Сон-Куль» |
|         | Абдракманов Садырбек                 | 1928 | 164          | Сары-Булакский           | Тюпский район     | 1948              | первый секретарь Тюпского райкома КП КССР, член ЦК КП КССР |
|         | Абдрахманова Апиза                   | 1952 | 324          | Караульский              | Узгенский район   | 1972              | звеньевая табаководческой бригады совхоза «Куршаб» Узгенского района, кандидат в члены ЦК КП КССР |
|         | Абдрасулова Тутихан                  | 1939 | 314          | Сузакский                | Сузакский район   | —                 | колхозница колхоза «Москва» Сузакского района |
|         | Абдыбалиева Майрам                   | 1947 | 176          | Первомайский             | г. Нарын          | 1972              | швея Нарынской швейной фабрики |
|         | Абдыкаимова Махпурат                 | 1953 | 283          | Сакалдинский             | Ленинский         | —                 | механизатор колхоза «Коммунизм» Ленинского района |
|         | Абдыразаков Кадыркул                 | 1923 | 272          | Отуз-Одырский            | Кара-Суйский      | 1944              | председатель Ошского областного совета профсоюзов, член ЦК КП КССР |
|         | Адышев Муса Мирзапаязович            | 1915 | 24           | Ленинградский            | г. Фрунзе         | 1948              | вице-президент АН КССР |
|         | Ажибекова Жамал                      | 1948 | 166          | Иссык-Кульский           | Тюпский           | —                 | рабочая совхоза «Маяк» Тюпского района |
|         | Азрилян Михаил Михайлович            | 1916 | 85           | Кичи-Кеминский           | Кеминский         | 1943              | начальник Главного производственного управления энергетики и электрификации КССР |
|         | Айдаралиева Данакуль                 | 1935 | 65           | Чон-Арыкский             | Аламединский      | —                 | доярка совхоза имени XXIII партсъезда Аламединского района |
|         | Айдаров Ташбай                       | 1919 | 239          | Чаткалький               | Ала-Букинский     | —                 | старший чабан совхоза «Чаткал» Ала-Букинского района, Герой Социалистического Труда |
|         | Айтбаева Чыны                        | 1935 | 289          | Самбулинкий              | Ляйлякский        | —                 | доярка колхоза «Ляйляк» Ляйлякского района |
|         | Айтиев Гапар Айтиевич                | 1912 | 277          | Могольский               | Ленинский         | 1939              | заместитель Председателя Президиума Верховного Совета КССР, народный художник СССР |
|         | Акиев Салморбек Калыкович            | 1924 | 13           | Белинский                | г. Фрунзе         | 1947              | первый секретарь Первомайского райкома КП КССР г. Фрунзе, член ЦК КП КССР |
|         | Акималиев Джамин                     | 1936 | 105          | Октябрьский              | Сокулукский       | 1959              | первый секретарь Сокулукского райкома КП КССР, член ЦК КП КССР |
|         | Акназаров Корчубек                   | 1922 | 192          | Чолпонский               | Кочкорский        | 1944              | первый секретарь Кочкорского райкома КП КССР, член ЦК КП КССР, Герой Социалистического Труда |
|         | Акматкулова Калипа                   | 1954 | 279          | Шайданский               | Ленинский         | —                 | бригадир колхоза «Ленин-Джолу» Ленинского района |
|         | Акматов Ташболот                     | 1929 | 294          | Кенешский                | Наукатский        | 1966              | старший чабан конезавода № 44 Наукатского района |
|         | Акчабаев Малик                       | 1932 | 284          | Хилинский                | Ленинский         | 1961              | бригадир хлопководческой бригады колхоза имени Калинина Ленинского района |
|         | Алиев Эркин Эргешевич                | 1935 | 256          | Караванский              | Джанги-Джольский  | 1964              | первый секретарь Джанги-Джольского райкома КП КССР, кандидат в члены ЦК КП КССР |
|         | Алиев Эсенгул                        | 1934 | 158          | Урюктинский              | Иссык-Кульский    | 1962              | первый секретарь Иссык-Кульского райкома КП КССР, кандидат в члены ЦК КП КССР |
|         | Алиева Кулумбюбю                     | 1947 | 130          | Юрьевский                | Чуйский           | —                 | доярка совхоза им. Калинина Чуйского района |
|         | Аликанов Рысбек                      | 1936 | 301          | Чалминский               | Советский         | —                 | старший чабан колхоза «Ленинчил-Жаш» Советского района |
|         | Алмаев Талгат Масгутович             | 1915 | 241          | Алайский                 | Алайский          | 1942              | начальник Центрального статистического управления КССР |
|         | Алымбаева Бубукан                    | 1948 | 150          | Дарханский               | Джеты-Огузский    | —                 | доярка колхоза «Ала-Тоо» Джеты-Огузского района |
|         | Алымбеков Накайбек                   | 1934 | 36           | Предгорный               | г. Фрунзе         | 1968              | слесарь-инструментальщик завода «Киргизавтомаш», Герой Социалистического Труда |
|         | Алымбекова Турдубубу Мамбеталиевна   | 1947 | 183          | Кара-Коюнский            | Ат-Башинский      | —                 | старший чабан сельхозартели «Пограничник» Ат-Башинского района |
|         | Алымкулов Шакир Тентимишович         | 1941 | 41           | Заводской                | г. Токмак         | 1967              | сварщик Токмакского авторемонтного завода № 1 |
|         | Аманов Мукталы                       | 1916 | 242          | Гульчинский              | Алайский          | 1939              | председатель правления Союза потребительских обществ КССР |
|         | Аникеева Галина Анатольевна          | 1953 | 33           | Коммунистический         | г. Фрунзе         | —                 | штамповщица Фрунзенского опытного завода электровакуумного машиностроения |
|         | Алиев Эркин Эргешевич                | 1924 | 257          | Афлатунский              | Джанги-Джольский  | 1947              | ректор Киргизского сельскохозяйственного института, кандидат в члены ЦК КП КССР |
|         | Аралбаев Эркинбай                    | 1924 | 278          | Кировский                | Ленинский         | 1946              | председатель Партийной комиссии при ЦК КП КССР |
|         | Арапова Апиза                        | 1950 | 259          | Коммунистический         | Кара-Суйский      | —                 | член комсомольско-молодёжного кукурузоводческого звена совхоза «Кенеш» Кара-Суйского района |
|         | Арзыкулова Турат                     | 1924 | 304          | Октябрьский              | Сузакский         | 1945              | бригадир табаководческой бригады совхоза «Дружба» Сузакского района |
|         | Аристова Любовь Васильевна           | 1937 | 114          | Фрунзенский              | Сокулукский       | —                 | доярка Сокулукского опытного хозяйства КирНИИЖВ |
|         | Асаналиев Асимжан                    | 1933 | 198          | Дюбелинский              | Тянь-Шаньский     | 1956              | председатель колхоза имени Жданова Ак-Талинского района |
|         | Асаналиев Кенемте                    | 1928 | 160          | Торт-Кульский            | Тонский           | 1951              | председатель правления колхоза «Торт-Куль» Тонского района |
|         | Аскаров Тендик                       | 1937 | 59           | Сусамырский              | Калининский       | 1966              | первый секретарь правления Союза писателей Киргизии, член ЦК КП КССР |
|         | Астапенко Тамара Ивановна            | 1933 | 104          | Чапаевский               | Московский        | —                 | звеньевая колхоза «Путь Ленина» Московского района |
|         | Атабеков Сайпидин                    | 1911 | 315          | Бек-Абадский             | Сузакский         | 1932              | председатель правления колхоза «Эркин» Сузакского района |
|         | Атабекова Ольмасхан                  | 1922 | 274          | Сейдекумский             | Ленинский         | 1945              | председатель правления колхоза им. Фрунзе Ленинского района, Герой Социалистического Труда |
|         | Атагелдиева Рыс                      | 1942 | 255          | Калининский              | Джанги-Джольский  | —                 | табаковод колхоза имени Ульянова Джанги-Джольского района |
|         | Аташев, Курманбек                    | 1933 | 234          | Таш-Кумырский            | г. Таш-Кумыр      | 1962              | первый секретарь Таш-Кумырского райкома КП КССР, член ЦК КП КССР |
|         | Ахмадалиева Ыквал                    | 1951 | 258          | Дехкан-Кышлакский        | Кара-Суйский      | 1974              | бригадир хлопководческой бригады колхоза «Тулейкен» Кара-Суйского района |
|         | Ахунов Махамаджан                    | 1934 | 250          | Чек-Абадский             | Араванский        | 1959              | первый секретарь Араванского райкома КП КССР |
|         | Аширов Дюшебек                       | 1933 | 171          | Кереге-Ташский           | Ак-Суйский        | —                 | механизатор совхоза «Иссык-Куль» Ак-Суйского района |
|         | Аширова Саламат                      | 1947 | 293          | Киркольский              | Наукатский        | —                 | табаковод колхоза «Россия» Наукатского района |
|         | Базарбаев Кадыракун Исмаилович       | 1933 | 300          | Кара-Кульджинский        | Советский         | 1957              | первый секретарь Советского райкома КП КССР, кандидат в члены ЦК КП КССР |
|         | Базарбаева Айчурек                   | 1944 | 321          | Ленинский                | Узгенский         | —                 | доярка совхоза «Куршаб» Узгенского района |
|         | Базаркулов Мукаш                     | 1935 | 127          | Дзержинский              | г. Талас          | 1965              | первый секретарь Таласского райкома КП КССР, член ЦК КП КССР |
|         | Байбекова Айсулуу                    | 1952 | 92           | Покровский               | Кировский         | 1975              | доярка колхоза «Талас» Кировского района |
|         | Байбубаева Максуда Абдылабековна     | 1952 | 322          | Куршабский               | Узгенский         | 1974              | доярка Южно-Киргизской опытной станции Узгенского района |
|         | Бакасова Токтайым                    | 1953 | 206          | Северный                 | г. Ош             | н. д.             | ткачиха Ошского текстильного комбината имени 50-летия Октября |
|         | Батыркулов Анарбек                   | 1949 | 94           | Майский                  | Кировский         | —                 | тракторист совхоза «Манас» Кировского района |
|         | Баштанова Раиса Андреевна            | 1948 | 117          | Кировский                | Сокулукский район | 1975              | звеньевая колхоза «Победа» Сокулукского района |
|         | Баялинов Марклен Касымович           | 1933 | 56           | Саргоевский              | Калининский       | 1963              | председатель Государственного комитета СМ КССР по кинематографии |
|         | Бегалиев Картан Бегалиевич           | 1940 | 79           | Милянфанский             | Кантский          | 1965              | бригадир тракторно-полеводческой бригады колхоза «Алга» Кантского района |
|         | Бегалиев Сопубек Бегалиевич          | 1931 | 308          | Кара-Дарьинский          | Сузакский         | 1956              | заместитель председателя СМ КССР, председатель Госплана КССР, член ЦК КП КССР |
|         | Бегматова Сакин Бегматовна           | 1921 | 155          | Темировский              | Иссык-Кульский    | 1943              | заместитель председателя СМ КССР, министр иностранных дел КССР, член ЦК КП КССР |
|         | Беккараев Чокойбай                   | 1942 | 88           | Грозненский              | Кировский         | 1969              | старший чабан колхоза «Россия» Кировского района |
|         | Бектемиров Зупар                     | 1928 | 175          | Нарынский                | г. Нарын          | 1951              | первый секретарь Нарынского горкома КП КССР |
|         | Бектурсунова Анипа Бектурсуновна     | 1944 | 3            | Молодогвардейский        | г. Фрунзе         | 1970              | бригадир комсомольско-молодёжной бригады Фрунзенской бисквитной фабрики |
|         | Белоусова Татьяна Васильевна         | 1952 | 218          | Привокзальный            | г. Кызыл-Кия      | —                 | бригадир потока Кызыл-Кийской обувной фабрики |
|         | Беляк Юрий Петрович                  | 1923 | 157          | Ананьевский              | Иссык-Кульский    | 1944              | второй секретарь Иссык-Кульского обкома КП КССР |
|         | Белякова Нина Ивановна               | 1939 | 54           | Сахзаводский             | Калининский       | —                 | выпарщица Кара-Балтинского сахарного комбината |
|         | Беппле Ольга Филипповна              | 1948 | 80           | Тузский                  | Кантский          | —                 | свекловичница колхоза им. Калинина Кантского района |
|         | Бердикулова Зийнат                   | 1947 | 334          | Кара-Тюпинский           | Фрунзенский       | н. д.             | доярка колхоза им. Ленина Фрунзенского района |
|         | Береснева Татьяна Тимофеевна         | 1931 | 106          | Аралский                 | Сокулукский       | —                 | телятница колхоза им. XXI партсъезда Сокулукского района |
|         | Блохин Георгий Павлович              | 1926 | 9            | Железнодорожный          | г. Фрунзе         | 1964              | первый секретарь Ленинского райкома КП КССР г. Фрунзе, кандидат в члены ЦК КП КССР |
|         | Боева Евгения Михайловна             | 1941 | 34           | Ярославский              | г. Фрунзе         | —                 | каменщик СМУ № 5 объединения «Фрунзестрой» |
|         | Бокчубаев Тенти                      | 1925 | 185          | Каирминский              | Джумгальский      | 1945              | председатель правления колхоза им. Ленина Джумгальского района |
|         | Бокомбаев Мамыркожо                  | 1936 | 115          | Военно-Антоновский       | Сокулукский       | —                 | старший чабан колхоза «Рассвет» Сокулукского района |
|         | Бусс Андрей Андреевич                | 1911 | 53           | Карабалтинский           | Калининский       | 1940              | заместитель Председателя Президиума Верховного Совета КССР, член ЦК КП КССР |
|         | Бушева Любовь Алексеевна             | 1948 | 132          | Ивановский               | Чуйский           | —                 | звеньевая совхоза им. Димитрова Чуйского района |
|         | Бытыев Байгызы                       | 1930 | 71           | Аламединский             | Аламединский      | 1965              | бригадир бетонщиков Чуйского строительно-монтажного управления Министерства мелиорации и водного хозяйства КССР, Заслуженный строитель КССР                                                                                              |
|         | Бычек Михаил Никитович               | 1930 | 128          | Октябрьский              | Чуйский           | 1954              | председатель республиканского объединения «Киргизколхозстрой» |
|         | Ваккер Яков Яковлевич                | 1921 | 75           | Люксембургский           | Кантский          | 1968              | председатель правления колхоза «Труд» Кантского района |
|         | Вархолинский Владимир Валерьянович   | 1921 | 91           | Бейшекенский             | Кировский         | 1953              | председатель колхоза «Кумуштак» Кировского района |
|         | Васильченко Андрей Иванович          | 1926 | 133          | Чуйский                  | Чуйский           | 1952              | первый секретарь Чуйского райкома КП КССР, член ЦК КП КССР |
|         | Висторопская Надежда Васильевна      | 1936 | 211          | Джалал-Абадский          | г. Джалал-Абад    | —                 | швея-мотористка Джалал-Абадской швейной фабрики имени 50-летия ВЛКСМ |
|         | Габидуллин Андрей Константинович     | 1927 | 172          | Ново-Вознесенский        | Ак-Суйский        | 1946              | министр внутренних дел КССР, член ЦК КП КССР |
|         | Ганин Павел Андреевич                | 1919 | 76           | Заводской                | Кантский          | 1943              | первый секретарь Кантского райкома КП КССР, член ЦК КП КССР |
|         | Головченко Иван Иванович             | 1927 | 60           | Ленинский                | Калининский       | 1952              | министр внутренних дел КССР, член ЦК КП КССР |
|         | Гордеев Николай Васильевич           | 1943 | 2            | Промышленный             | г. Фрунзе         | —                 | модельщик завода сельскохозяйственного машиностроения им. Фрунзе |
|         | Гринченко Владимир Григорьевич       | 1935 | 188          | Мин-Кушский              | Джумгальский      | 1962              | второй секретарь Нарынского обкома КП КССР, член ЦК КП КССР |
|         | Губарев, Иван Трофимович             | 1924 | 139          | Пржевальский             | г. Пржевальск     | 1944              | военный комиссар КССР |
|         | Гульматов Ураим                      | 1925 | 295          | Киргиз-Атинский          | Наукатский        | 1953              | председатель исполкома Джанги-Джольского районного Совета депутатов трудящихся |
|         | Дагазиев Абдрахман Шафурович         | 1932 | 86           | Джаны-Алышский           | Кеминский         | 1957              | первый секретарь Кеминского райкома КП КССР |
|         | Дадабаев Хасанжан                    | 1928 | 222          | Строительный             | г. Кок-Янгак      | 1953              | министр бытового обслуживания населения КП КССР, член ЦК КП КССР |
|         | Дайракунов Эсеналы                   | 1925 | 196          | Он-Арчинский             | Тянь-Шаньский     | 1952              | председатель колхоза «Джаны-Талап» Тянь-Шаньского района |
|         | Дегембаева Татина                    | 1920 | 110          | Чат-Кульский             | Сокулукский       | 1955              | звеньевая колхоза «Дружба» Сокулукского района |
|         | Демичев Михаил Лаврентьевич          | 1925 | 87           | Быстровский              | Кеминский         | 1952              | заведующий отделом административных органов ЦК КП КССР, кандидат в члены ЦК КП КССР |
|         | Джакипов, Джумадил                   | 1930 | 177          | Дюрбельджинский          | Ак-Талинский      | 1957              | председатель Нарынского областного объединения «Киргизсельхозтехника» |
|         | Джамашев Зулумбек                    | 1924 | 50           | Ортоевский               | Калининский       | 1953              | председатель Верховного суда КССР, заслуженный юрист КССР |
|         | Джапаров Бейше                       | 1929 | 159          | Боконбаевский            | Тонский           | 1952              | первый секретарь Тонского райкома КП КССР |
|         | Джолдошева Алийма                    | 1936 | 275          | Ахманский                | Ленинский         | 1960              | механизатор колхоза им. Ленина Ленинского района |
|         | Джумабаев Мухтарбек Акматбекович     | 1929 | 72           | Лебединовский            | Аламединский      | 1960              | министр юстиции КССР |
|         | Джумагулов Апас                      | 1934 | 224          | Ленинский                | г. Майли-Сай      | 1962              | заведующий промышленно-транспортным отделом ЦК КП КССР, член ЦК КП КССР |
|         | Джураев, Дехкан                      | 1928 | 227          | Восточный                | г. Сулюкта        | 1960              | звеньевой комплексной бригады горнорабочих очистного забоя шахты № 6/18 шахтоуправления «Сулюктинское» |
|         | Джэналиев Орозомкул                  | 1928 | 152          | Кок-Мойнокский           | Тонский           | 1960              | старший чабан совхоза «Кок-Мойнок» Тонского района |
|         | Дмитриев Александр Иванович          | 1928 | 5            | Ленинский                | г. Фрунзе         | 1958              | директор завода, член ЦК КП КССР |
|         | Донченко Евгений Александрович       | 1928 | 215          | Школьный                 | г. Джалал-Абад    | 1957              | первый секретарь Джалал-Абадского горкома КП КССР |
|         | Дуйшеева Тургунай                    | 1936 | 249          | Туя-Моюнский             | Араванский        | 1974              | бригадир хлопководческой бригады совхоза «Пахтачи» Араванского района |
|         | Дюшаканова Анипа                     | 1942 | 154          | Чолпон-Атинский          | Иссык-Кульский    | 1975              | доярка госплемконезавода № 54 Иссык-Кульского района |
|         | Дыйканов Асанбек                     | 1944 | 96           | Краснооктябрьский        | Московский        | —                 | старший чабан колхоза «Красный Октябрь» Московского района |
|         | Ежов Валентин Дмитриевич             | 1920 | 8            | Чапаевский               | г. Фрунзе         | 1955              | начальник Киргизского управления гражданской авиации |
|         | Ендовицкий Михаил Васильевич         | 1926 | 23           | Уразбековский            | г. Фрунзе         | 1946              | первый секретарь Свердловского района КП КССР г. Фрунзе, член ЦК КП КССР |
|         | Жапанова Бурма                       | 1947 | 194          | Тогуз-Тороуский          | Тогуз-Тороуский   | —                 | старший чабан колхоза «Бирдик» Тогуз-Тороуского района |
|         | Жукова Любовь Николаевна             | 1950 | 77           | Кантский                 | Кантский          | 1975              | крановщица Кантского цементно-шиферного комбината имени 50-летия Киргизской ССР |
|         | Журавлёв Владимир Михайлович         | 1933 | 19           | Фрунзенский              | г. Фрунзе         | 1963              | ректор Фрунзенского политехнического института, кандидат в члены ЦК КП КССР |
|         | Жусупбекова Маралкан                 | 1947 | 120          | Кызыл-Октябрьский        | Таласский         | —                 | табачница колхоза «Урмарал» Таласского района |
|         | Жыргалбеков Карабай                  | 1938 | 186          | Чаекский                 | Джумгальский      | 1962              | первый секретарь Джумгальского райкома КП КССР, кандидат в члены ЦК КП КССР |
|         | Забродина Лидия Антоновна            | 1923 | 58           | Сосновский               | Калининский       | —                 | звеньевая колхоза им. Крупской Калининского района |
|         | Заворохин Виктор Алексеевич          | 1938 | 170          | Теплоключенский          | Ак-Суйский        | 1967              | первый секретарь Ак-Суйского райкома КП КССР, кандидат в члены ЦК КП КССР |
|         | Заирова Дильбар                      | 1938 | 264          | Ташлакский               | Кара-Суйский      | —                 | доярка колхоза им. Калинина Кара-Суйского района |
|         | Запорожец Фёдор Степанович           | 1935 | 99           | Садовский                | Московский        | 1963              | звеньевой колхоза им. Энгельса Московского района |
|         | Зубков Дмитрий Петрович              | 1911 | 78           | Фрунзенский              | Кантский          | 1939              | директор Киргизской машиноиспытательной станции, Герой Социалистического Труда, член ЦК КП КССР |
|         | Ибраев Маркил                        | 1936 | 230          | Сулюктинский             | г. Сулюкта        | 1960              | первый секретарь Сулюктинского горкома КП КССР, кандидат в члены ЦК КП КССР |
|         | Иванов Виктор Нилович                | 1920 | 1            | Ала-Арчинский            | г. Фрунзе         | 1960              | начальник Фрунзенского отделения железной дороги |
|         | Иванова, Раиса Ивановна              | 1935 | 44           | Гагаринский              | г. Токмак         | —                 | звеньевая колхоза им. Крупской Калининского района |
|         | Иванченко Раиса Васильевна           | 1940 | 68           | Октябрьский              | Аламединский      | 1972              | доярка совхоза им. Карла Маркса Аламединского района |
|         | Игембердиев Самибек Абазович         | 1923 | 298          | Первомайский             | Наукатский        | 1958              | начальник Управления геологии КССР |
|         | Иманбеков Акыбай                     | 1929 | 167          | Талды-Суйский            | Тюпский           | —                 | поливальщик колхоза им. Орджоникидзе Тюпского района |
|         | Исаев Али                            | 1929 | 252          | Дарьинский               | Баткенский        | —                 | старший чабан совхоза «Торт-Гуль» Тюпского района |
|         | Исаков Борубай                       | 1940 | 219          | Первомайский             | г. Кызыл-Кия      | —                 | горнорабочий очистного забоя шахты № 4 г. Кызыл-Кия |
|         | Исманкулов Ахматжан                  | 1932 | 327          | Нижне-Узгенский          | Узгенский         | —                 | звеньевой Киргизской зональной опытно-селекционной станции Узгенского района |
|         | Кабанов Михаил Фёдорович             | 1921 | 45           | Пионерский               | г. Токмак         | 1946              | заведующий отделом организационно-партийной работы ЦК КП КССР, член ЦК КП КССР |
|         | Казаков Вячеслав Фёдорович           | 1915 | 21           | Индустриальный           | г. Фрунзе         | 1943              | артист театра им. Н. К. Крупской, Народный артист КССР |
|         | Калачёв Виктор Кириллович            | 1948 | 42           | Пионерский               | г. Токмак         | —                 | стекловар Токмакского стекольного завода |
|         | Камалов Асан Камалович               | 1929 | 52           | Калининский              | Калининский       | 1959              | первый секретарь Калининского райкома КП КССР, член ЦК КП КССР, Герой Социалистического Труда |
|         | Камалов Асан Камалович               | 1928 | 332          | Октябрьский              | Узгенский         | 1954              | министр народного образования КССР, член ЦК КП КССР |
|         | Карашева Сажида Кадыровна            | 1951 | 214          | Хлопкозаводский          | г. Джалал-Абад    | —                 | штамповщица Джалал-Абадского завода штепсельных разъёмов |
|         | Карыпкулов Аманбек                   | 1939 | 37           | Южный                    | г. Фрунзе         | 1962              | заведующий отделом науки и учебных заведений ЦК КП КССР, член ЦК КП КССР |
|         | Касендеев Ильяс Касендеевич          | 1939 | 201          | Андижанский              | г. Ош             | 1962              | первый секретарь Ошского горкома КП КССР, член ЦК КП КССР |
|         | Касьянова, Антонина Витальевна       | 1943 | 202          | Гульчинский              | г. Ош             | —                 | задельщица автомашин шиноремонтного цеха Ошского авторемонтного завода |
|         | Кембаева Батима                      | 1944 | 174          | Андижанский              | Ак-Суйский        | 1970              | доярка совхоза «Каракол» Ак-Суйского района |
|         | Кемелов Сайпидин                     | 1950 | 187          | Гульчинский              | Джумгальский      | —                 | звеньевой по выращиванию зерновых культур и многолетних трав колхоза «Коммунизм» Джумгальского района |
|         | Кенжебаева Бубу                      | 1952 | 197          | Мин-Булакский            | Тянь-Шаньский     | 1973              | старший чабан колхоза им. Куйбышева Тянь-Шаньского района |
|         | Кенжегулов Асанбек                   | 1946 | 125          | Купре-Базарский          | Таласский         | —                 | старший чабан колхоза «Коммунизм» Таласского района |
|         | Ким Никифор Лукич                    | 1928 | 251          | Баткенский               | Баткенский        | 1962              | министр сельского строительства КССР, кандидат в члены ЦК КП КССР |
|         | Коваленко Любовь Николаевна          | 1946 | 49           | Каиндинский              | Калининский       | —                 | эмалировщица завода «Киргизкабель» |
|         | Кожин Павел Дмитриевич               | 1935 | 276          | Советский                | Ленинский         | 1962              | председатель колхоза им. Энгельса Ленинского района |
|         | Кожомкулов Асан                      | 1932 | 189          | Кочкорский               | Кочкорский        | 1962              | министр мелиорации и водного хозяйства КССР, член ЦК КП КССР |
|         | Комаров Михаил Иванович              | 1937 | 29           | Комсомольский            | г. Фрунзе         | —                 | заместитель главного инженера Фрунзенской ТЭЦ |
|         | Кондратенко Александр Фёдорович      | 1929 | 307          | Кара-Алминский           | Сузакский         | 1962              | первый секретарь Сузакского района КП КССР, член ЦК КП КССР |
|         | Кондучалова Кулуйпа                  | 1920 | 311          | Таш-Булакский            | Сузакский         | 1941              | министр культуры КССР, член ЦК КП КССР |
|         | Конурбаев Марат Омурзакович          | 1936 | 112          | Нижне-Чуйский            | Сокулукский       | 1965              | министр местной промышленности КССР |
|         | Королуев Кубатбек                    | 1948 | 84           | Чон-Кеминский            | Кеминский         | 1969              | звеньевой комсомольско-молодёжного звена колхоза по выращиванию картофеля «Чон-Кемин» |
|         | Коцерубова Анна Михайловна           | 1936 | 268          | Комсомольский            | Кара-Суйский      | —                 | пилонасекальщица механического цеха Кара-Суйского хлопкоочистительного завода |
|         | Кошбаев Саит                         | 1942 | 244          | Кызыл-Курганский         | Алайский          | 1971              | яковод совхоза им. Ленина Алайского района |
|         | Королуев Кубатбек                    | 1931 | 320          | Уч-Терекский             | Токтогульский     | 1952              | председатель исполкома Ошского областного Совета депутатов трудящихся, член ЦК КП КССР |
|         | Кравченко Пётр Иванович              | 1925 | 6            | Фрунзенский Заводской    | г. Фрунзе         | 1945              | заместитель Председателя Президиума Верховного Совета КССР |
|         | Кривда Федот Филиппович              | 1923 | 103          | Ак-Суйский               | Московский        | 1944              | военнослужащий |
|         | Кривоносов Пётр Филиппович           | 1927 | 74           | Ново-Покровский          | Кантский          | —                 | бригадир полеводческой бригады колхоза им. Кирова Кантского района |
|         | Критенко Раиса Владимировна          | 1934 | 306          | Кугартский               | Сузакский         | —                 | работница семхоза «Кугарт» Сузакского района |
|         | Кудрявцев Евгений Иванович           | 1925 | 137          | Крупской                 | г. Пржевальск     | 1946              | управляющий делами ЦК КП КССР, член ЦК КП КССР |
|         | Кудряшов Евгений Петрович            | 1926 | 82           | Орловский                | Кеминский         | 1945              | директор Киргизского горно-металлургического комбината |
|         | Кузьмин, Григорий Лукьянович         | 1929 | 101          | Сретенский               | Московский        | —                 | тракторист колхоза «Россия» Московского района |
|         | Кулатов Турабай Кулатович            | 1908 | 217          | Джальский                | г. Кызыл-Кия      | 1932              | заместитель Председателя Президиума Верховного Совета КССР, член ЦК КП КССР |
|         | Кулматов Исраил                      | 1937 | 209          | Шахтостроевский          | г. Ош             | 1972              | бульдозерист управления строймеханизации № 3 треста «Ошстрой» |
|         | Кулматов Кенеш Нурматович            | 1934 | 248          | Тепе-Курганский          | Араванский        | 1958              | секретарь ЦК КП КССР, член ЦК КП КССР, кандидат исторических наук |
|         | Кулматова Сатина                     | 1942 | 7            | Фрунзенский Пролетарский | г. Фрунзе         | 1968              | мотальщица Фрунзенской хлопкопрядильной фабрики им. 50-летия СССР |
|         | Кулов Бейшеналы                      | 1929 | 145          | Джеты-Огузский           | Джеты-Огузский    | 1955              | первый секретарь Джеты-Огузского райкома КП КССР, член ЦК КП КССР |
|         | Култаев Сейтбек                      | 1932 | 51           | Алексеевский             | Калининский       | 1957              | старший чабан колхоза «За линию КПСС» Калининского района |
|         | Курманаев Гарифулла Насибулович      | 1920 | 336          | Халмионский              | Фрунзенский       | 1940              | председатель колхоза им. Ленина Фрунзенского района |
|         | Курманалиева Нарынкул                | 1951 | 153          | Чон-Сары-Ойский          | Московский        | —                 | садовод колхоза «Новый путь» Иссык-Кульского района |
|         | Кыштобаев Кадыр                      | 1934 | 136          | Пристаньский             | г. Пржевальск     | 1958              | первый секретарь Пржевальского горкома КП КССР, кандидаты в члены ЦК КП КССР |
|         | Лебедева Римма Ивановна              | 1934 | 140          | Первомайский             | г. Пржевальск     | —                 | учитель средней школы им. Чехова г. Пржевальска |
|         | Логвинов Михаил Ильич                | 1932 | 100          | Александровский          | Московский        | 1959              | первый секретарь Московского райкома КП КССР, член ЦК КП КССР |
|         | Лущихин Михаил Николаевич            | 1905 | 124          | Чон-Алышской             | Таласский         | 1945              | руководитель лаборатории генетики и морфологии Института биохимии и физиологии, доктор сельскохозяйственных наук, академик наук АН КССР, член-корреспондент ВАСХНИЛ                                                                      |
|         | Лыгус Леонид Васильевич              | 1950 | 329          | Джиландинский            | Узгенский         | —                 | комбайнёр совхоза «Яссы» Узгенского района |
|         | Любимова Валентина Васильевна        | 1943 | 48           | Курпульдекский           | Калининский       | —                 | доярка совхоза «Чалдовар» Калиннинского района |
|         | Ляпина Галина Фёдоровна              | 1931 | 326          | Верхне-Узгенский         | Узгенский         | —                 | учительница средней школы № 1 им. Фрунзе |
|         | Макаренко Вячеслав Александрович     | 1933 | 297          | Ак-Булакский             | Наукатский        | 1953              | второй секретарь Ошского обкома КП КССР |
|         | Малабаева Саписа                     | 1928 | 67           | Таш-Мойнокский           | Аламединский      | —                 | рабочая садоводческой бригады винсовхоза «Ала-Тоо» Аламединского района |
|         | Малов Анатолий Михайлович            | 1925 | 216          | Горнопромышленный        | г. Кызыл-Кия      | 1959              | первый секретарь Кызыл-Кийского горкома КП КССР |
|         | Мамаев Аскар                         | 1929 | 184          | Джаны-Арыкский           | Джумгальский      | 1961              | старший чабан совхоза «Кызарт» Джумгальского района |
|         | Мамаджанов Ахмеджан                  | 1924 | 328          | Баш-Дюбинский            | Узгенский         | —                 | бригадир табаководческой бригады совхоза «Узген» Узгенского района |
|         | Мамакеев Мамбет Мамакеевич           | 1927 | 40           | Южный                    | г. Фрунзе         | 1971              | заведующий кафедрой госпитальной хирургии Киргизского государственного медицинского института, Заслуженный врач КССР |
|         | Мамбетова Кырнакуль Кадыровна        | 1949 | 26           | Фрунзенский Восточный    | г. Фрунзе         | 1975              | швея-мотористка Фрунзенской швейной фабрики «40 лет Октября» |
|         | Мамакеев Мамбет Мамакеевич           | 1926 | 73           | Восточный                | Аламединский      | 1952              | первый секретарь Аламединского райкома КП КССР, член ЦК КП КССР |
|         | Мамыркулова Бурмакан                 | 1952 | 226          | Беш-Бадам                | г. Майли-Сай      | —                 | монтажница электовакуумных приборов Майли-Сайского электролампового завода имени 50-летия Октября |
|         | Мамыров Аманкан                      | 1925 | 316          | Горнопромышленный        | Токтогульский     | 1959              | звеньевой кукурузоводческого звена совхоза «Кетмень-Тюбе» Токтогульского района, член ЦК КП КССР |
|         | Мамытов Аман Мамытович               | 1927 | 299          | Кара-Кочкорский          | Советский         | 1947              | директор Киргизского НИИ почвоведения, доктор сельскохозяйственных наук, профессор, член-корреспондент ВАСХНИЛ, заместитель председателя Восточного отделения ВАСХНИЛ, академик, член президиума АН КССР, заслуженный деятель науки КССР |
|         | Мамытова Айнагуль                    | 1946 | 135          | Искринский               | Чуйский           | —                 | рабочая Чуйского плодоовощного совхоза |
|         | Масалиев Абсамат Масалиевич          | 1933 | 213          | Пушкинский               | г. Джалал-Абад    | 1960              | секретарь ЦК КП КССР |
|         | Маткасымова Жумагуль                 | 1952 | 208          | Фабричный                | г. Ош             | н. д.             | кокономотальщица Ошского шелкокомбината имени ВЛКСМ |
|         | Медеров Октябрь Абылгазиевич         | 1933 | 32           | Кызыл-Ординский          | г. Фрунзе         | 1961              | секретарь ЦК КП КССР |
|         | Миндрул Василий Николаевич           | 1916 | 61           | Кош-Тегирменский         | г. Кара-Балта     | 1942              | ответственный работник, кандидат в члены ЦК КП КССР |
|         | Минич Николай Григорьевич            | 1923 | 63           | Пригородный              | Аламединский      | 1945              | секретарь ЦК КП КССР |
|         | Минжилкиев Булат Абдуллаевич         | 1940 | 15           | Токтогульский            | г. Фрунзе         | 1975              | солист Киргизского театра оперы и балета им. А. Малдыбаева, Народный артист КССР |
|         | Мирошниченко Надежда Митрофановна    | 1946 | 10           | Фрунзенский Западный     | г. Фрунзе         | —                 | бригадир шлифовщиц объединения «Киргизмебель» |
|         | Миррахимов Мирсаид Мирхамидович      | 1927 | 235          | Шамалды-Сайский          | г. Таш-Кумыр      | 1971              | проректор по научной работе Киргизского медицинского института, доктор медицинских наук, профессор, академик АН КССР, член-корреспондент АМН СССР, Заслуженный деятель науки КССР, Заслуженный врач КССР                                 |
|         | Миталипов Мийман                     | 1932 | 337          | Канский                  | Фрунзенский       | 1957              | бригадир хлопководческой бригады колхоза им. XXI партсъезда Фрунзенского района, Герой Социалистического Труда |
|         | Моисеев Сергей Григорьевич           | 1913 | 240          | Сумсарский               | Ала-Букинский     | 1953              | заместитель Председателя Совета Министров КССР, член ЦК КП КССР |
|         | Молдобаев Карыбек Молдобаевич        | 1932 | 14           | Ломоносовский            | г. Фрунзе         | 1959              | первый секретарь Фрунзенского горкома КП КССР, член ЦК КП КССР |
|         | Молдобасанов Калый Молдобасанович    | 1929 | 39           | Строительный             | г. Фрунзе         | 1968              | дирижёр Киргизского ордена Ленина академического театра оперы и балета, Народный артист КССР |
|         | Мудунов Абдымиталип                  | 1937 | 178          | Кызыл-Октябрьский        | Ак-Талский        | 1966              | старший чабан колхоза им. Тоголока Молдо Ак-Талинского района |
|         | Мукашева Кайыр                       | 1938 | 161          | Ак-Терекский             | Тонский           | 1960              | старший чабан совхоза «Улахол» Тонского района, Герой Социалистического Труда, член ЦК КП КССР |
|         | Мураталин Искандер Садыкович         | 1935 | 93           | Уч-Коргонский            | Кировский         | 1960              | первый секретарь Кировского райкома КП КССР, член ЦК КП КССР |
|         | Мурзаева Каныкей                     | 1935 | 292          | Янги-Наукатский          | Наукатский        | —                 | колхозница колхоза «Бель-Урюк» Наукатского района |
|         | Назарова, Анна Дмитриевна            | 1941 | 220          | Рудничный                | г. Кызыл-Кия      | —                 | бригадир комплексной бригады строительно-монтажного управления г. Кызыл-Кия |
|         | Наумов, Пётр Иванович                | 1917 | 123          | Ивано-Алексеевский       | Таласский         | 1942              | секретарь ЦК КП КССР |
|         | Николенко Нина Васильевна            | 1949 | 38           | Советский                | г. Фрунзе         | —                 | аппаратчица Фрунзенского завода антибиотиков |
|         | Ницын Юрий Георгиевич                | 1928 | 151          | Барскаунский             | Джеты-Огузский    | 1950              | заместитель начальника войск Восточного пограничного округа |
|         | Нишанбаева Салвет                    | 1932 | 331          | Мирза-Акинский           | Узгенский         | —                 | доярка совхоза «Алга» Узгенского района |
|         | Ниязалиева Кулуя                     | 1933 | 146          | Липенский                | Джеты-Огузский    | 1956              | доярка колхоза «Иссык-Куль» Джеты-Огузского района |
|         | Нургазиев Муктар                     | 1921 | 338          | Кара-Жигачский           | Фрунзенский       | 1944              | первый секретарь Фрунзенского райкома КП КССР, член ЦК КП КССР |
|         | Нуржанова Бубусайра                  | 1942 | 122          | Кырк-Казыкский           | Таласский         | 1973              | доярка госплемзавода «Джергетальский» Таласского района |
|         | Нурманбетова Турсунбюбю Мамыткановна | 1945 | 31           | Алма-Атинский            | г. Фрунзе         | 1974              | прядильщица Киргизского камвольно-суконного комбината |
|         | Нурматова Зуура                      | 1928 | 113          | Джанги-Джерский          | Сокулукский       | 1955              | первый секретарь Фрунзенского райкома КП КССР, член ЦК КП КССР |
|         | Нусупова Джумагуль                   | 1931 | 12           | Фрунзенский              | г. Фрунзе         | 1953              | заведующая отделом культуры ЦК КП КССР |
|         | Омаров Таксин Цихиевич               | 1925 | 111          | Джанги-Пахтинский        | Сокулукский       | 1958              | директор семеноводческого хозяйства «Джанги-Пахта» Сокулукского района |
|         | Оморова Айша                         | 1948 | 330          | Кызыл-Дехканский         | Узгенский         | —                 | доярка совхоза «Яссы» Узгенского района |
|         | Орозбаева Салиман                    | 1924 | 143          | Пионерский               | г. Рыбачье        | 1958              | первый секретарь Рыбачинского райкома КП КССР |
|         | Омаров Таксин Цихиевич               | 1922 | 144          | Приозерный               | г. Рыбачье        | 1945              | министр заготовок КССР, член ЦК КП КССР |
|         | Орунбаева Рахимахон                  | 1950 | 203          | Комсомольский            | г. Ош             | —                 | швея Ошской швейной фабрики им. Н. К. Крупской |
|         | Осоров, Арзымбек                     | 1929 | 290          | Фрунзенский              | Наукатский        | 1945              | первый секретарь Наукатского райкома КП КССР, кандидат в члены ЦК КП КССР |
|         | Осоров Жалал                         | 1932 | 288          | Исфанинский              | Ляйлякский        | —                 | старший чабан колхоза им. Самата Лейлекского района |
|         | Пазылова Пазилат                     | 1951 | 269          | Сарайский                | Кара-Суйский      | —                 | колхозница колхоза им. Кирова Кара-Суйского района |
|         | Партулей Таисия Николаевна           | 1927 | 69           | Васильевский             | Аламединский      | —                 | бригадир виноградарской бригады совхоза им. Ленина Аламединского района |
|         | Петросьянц Владимир Арустамович      | 1922 | 25           | Куренкеевский            | г. Фрунзе         | 1951              | министр здравоохранения КССР, член ЦК КП КССР |
|         | Пиманова Валентина Ивановна          | 1930 | 18           | Привокзальный            | г. Фрунзе         | —                 | бригадир маляров СМУ № 2 треста «Фрунзестрой» |
|         | Позднякова Анна Михайловна           | 1924 | 66           | Воронцовский             | Аламединский      | —                 | зоотехник-селекционер по крупному рогатому скоту в госплемзаводе им. Стрельниковой |
|         | Полякова Татьяна Степановна          | 1947 | 229          | Советский                | г. Сулюкта        | —                 | швея-мотористка Сулюктинской фабрики |
|         | Пономарёв Олег Борисович             | 1926 | 204          | Ошский                   | г. Ош             | 1953              | первый заместитель председателя Госплана КССР, кандидат в члены ЦК КП КССР |
|         | Порожнева Татьяна Васильевна         | 1947 | 162          | Каджи-Сайский            | Тонский           | —                 | паяльщица Каджи-Сайского электротехнического завода |
|         | Пригода Зинаида Григорьевна          | 1942 | 102          | Петровский               | Московский        | —                 | старшая доярка колхоза «Заветы Ильича» Московского района |
|         | Приставкин Николай Яковлевич         | 1922 | 165          | Тюпский                  | Тюпский           | 1950              | председатель правления колхоза «Заря» Тюпского района, Герой Социалистического Труда, член ЦК КП КССР |
|         | Пугачёв Юрий Николаевич              | 1926 | 281          | Бургандинский            | Ленинский         | 1947              | второй секретарь ЦК КП КССР, член ЦК КП КССР, кандидат в члены ЦК КПСС |
|         | Пухова Вера Яковлевна                | 1932 | 180          | Ат-Джарский              | Ат-Башинский      | —                 | учительница русского языка и литературы средней школы № 1 имени Ленина |
|         | Раимбекова Бубужан                   | 1949 | 254          | Джанги-Джольский         | Джанги-Джольский  | —                 | звеньевая табаководческого звена совхоза «Джанги-Джол» Джанги-Джольского района |
|         | Рогачёв Анатолий Иванович            | 1948 | 30           | Лермонтовский            | г. Фрунзе         | —                 | слесарь-инструментальщик завода «Киргизэлектродвигатель» |
|         | Рудасов Михаил Ильич                 | 1930 | 223          | Шахтинский               | г. Кок-Янгак      | 1974              | бригадир проходчиков шахты в г. Кок-Янгаке |
|         | Руденко Фрида Вильгельмовна          | 1925 | 116          | Ново-Павловский          | Сокулукский       | —                 | звеньевая свекловодческого звена колхоза «Красная заря» Сокулукского района |
|         | Рузиева Хамрахон                     | 1949 | 261          | Наримановский            | Кара-Суйский      | 1969              | бригадир хлопководческой бригады им. Ленина Кара-Суйского района |
|         | Рысманбетова Бурулкан                | 1927 | 121          | Барк-Арыкский            | Таласский         | —                 | звеньевая табаководческого звена колхоза им. Калинина Таласского района |
|         | Рысмендиев Алмаз Асанович            | 1941 | 46           | Чалдоварский             | Калининский       | 1967              | первый секретарь ЦК ЛКСМ КССР, член ЦК КП КССР |
|         | Сабиров Мамасалы                     | 1945 | 231          | Кара-Кульский            | г. Таш-Кумыр      | 1972              | бригадир комсомольско-молодёжной бригады слесарей монтажников-скалолазов на строительстве Токтогульской ГЭС |
|         | Савитуханов Алымбек                  | 1929 | 169          | Октябрьский              | Ак-Суйский        | 1959              | заведующий сельскохозяйственным отделом ЦК КП КССР, член ЦК КП КССР |
|         | Савоськин, Василий Ефремович         | 1929 | 57           | Ново-Николаевский        | Калининский       | 1959              | звеньевой комплексно-механизированного звена по выращиванию сахарной свёклы колхоза им. Ильича Калининского района |
|         | Садыков Тургунбай                    | 1929 | 263          | Шаркский                 | Кара-Суйский      | 1959              | председатель Союза художников КССР, Заслуженный деятель культуры КССР |
|         | Сайдинов Арипжан                     | 1929 | 262          | Кашгар-Кышлакский        | Кара-Суйский      | —                 | бригадир хлопководческой бригады колхоза им. Карла Маркса Кара-Суйского района |
|         | Салиева Батыш                        | 1922 | 267          | Рабоче-Дехканский        | Кара-Суйский      | 1944              | министр социального обеспечения КССР, член ЦК КП КССР |
|         | Салимбаева Токтохан                  | 1953 | 273          | Базар-Курганский         | Ленинский         | —                 | колхозница колхоза «Комсомол» Ленинского района |
|         | Самиев Асан                          | 1941 | 271          | Ювашский                 | Кара-Суйский      | 1973              | главный агроном Киргизской опытной станции по хлопководству |
|         | Сарбагышев Эсенгул                   | 1931 | 35           | Жигулёвский              | г. Фрунзе         | 1957              | первый секретарь Октябрьского райкома КП КССР г. Фрунзе, член ЦК КП КССР |
|         | Сарбанов Таргалбек                   | 1927 | 200          | Ак-Буринский             | г. Ош             | 1946              | заведующий отделом пропаганды и агитации ЦК КП КССР, член ЦК КП КССР |
|         | Сатаров Александр Михайлович         | 1909 | 81           | Иссык-Атинский           | Кантский          | 1937              | прокурор КССР, член ЦК КП КССР |
|         | Сатаров Каватай                      | 1944 | 319          | Кызыл-Озгорушский        | Токтогульский     | —                 | учитель средней школы «Уч-Терек» Токтогульского района |
|         | Сатаров Калдыбай                     | 1934 | 207          | Грензаводский            | г. Ош             | 1961              | министр лёгкой промышленности КССР, член ЦК КП КССР |
|         | Сергеев Виталий Прокопьевич          | 1931 | 210          | Араванский               | г. Ош             | 1958              | главный врач Ошской областной больницы |
|         | Сейдалиева Мастан                    | 1938 | 291          | Иски-Наукатский          | Наукатский        | —                 | доярка колхоза им. Чапаева Наукатского района |
|         | Серый Зосим Львович                  | 1916 | 233          | Строительный             | г. Таш-Кумыр      | 1948              | начальник управления «Нарынгидроэлектрострой», Герой Социалистического Труда, член ЦК КП КССР |
|         | Сингай Полина Ивановна               | 1938 | 95           | Полтавский               | Московский        | —                 | звеньевая свекловичного звена колхоза «Коминтерн» Московского района |
|         | Слепенин Владимир Иванович           | 1938 | 163          | Кутургинский             | Тюпский           | —                 | звеньевой по выращиванию картофеля колхоза им. Фрунзе Тюпского района |
|         | Соловьёв Пётр Фёдорович              | 1913 | 266          | Катта-Салдыкский         | Кара-Суйский      | 1938              | заведующий отделом ЦК КП КССР, член ЦК КП КССР |
|         | Соловьёва Нина Павловна              | 1936 | 64           | Майский                  | Аламединский      | —                 | звеньевая совхоза «Майский» Аламединского района |
|         | Соломаха Иван Нестерович             | 1913 | 108          | Гавриловский             | Сокулукский       | 1938              | председатель Сокулукского районного Совета колхозов |
|         | Степанов Юлиан Дмитриевич            | 1930 | 339          | Фрунзенский              | Фрунзенский       | 1965              | заведующий отделом лёгкой и пищевой промышленности ЦК КП КССР, член ЦК КП КССР |
|         | Суваналиев Исак                      | 1926 | 195          | Каргалыкский             | Тогуз-Тороуский   | 1946              | первый секретарь Тогуз-Тороуского райкома КП КССР |
|         | Суетов Иван Георгиевич               | 1911 | 323          | Ялпак-Ташский            | Узгенский         | 1941              | министр мясной и молочной промышленности КССР, член ЦК КП КССР |
|         | Сулайманова Бувихон                  | 1957 | 333          | Уч-Коргонский            | Фрунзенский       | —                 | табаковод колхоза им. Калинина Фрунзенского района |
|         | Сулайманова Кульсара                 | 1930 | 47           | Панфиловский             | Калининский       | 1967              | звеньевая комплексно-механизированного звена по выращиванию сахарной свёклы колхоза им. Панфилова Калининского района, Герой Социалистического Труда                                                                                     |
|         | Султаналиева Букен                   | 1934 | 142          | Рыбачинский              | г. Рыбачье        | —                 | каменщица Рыбачинского СМУ |
|         | Султанбаева Клара Улукмановна        | 1934 | 221          | Кок-Янгакский            | г. Кок-Янгак      | 1962              | первый секретарь Кок-Янгакского горкома КП КССР |
|         | Султанов Абдыразак Кадырматович      | 1936 | 205          | Октябрьский              | г. Ош             | 1963              | председатель исполкома Ошского городского Совета депутатов трудящихся |
|         | Султанова Токтокан                   | 1928 | 83           | Бурулдайский             | Кеминский         | —                 | чабан совхоза «Кызыл-Октябрь» Кеминского района |
|         | Суеркулова Баисбюбю Абдыевна         | 1950 | 118          | Ленинопольский           | Таласский         | 1974              | доярка колхоза «Победа» Таласского района |
|         | Суюмбаев Ахматбек Суттубаевич        | 1920 | 302          | Лай-Талинский            | Советский         | 1942              | председатель Совета министров КССР, член ЦК КП КССР, кандидат в члены ЦК КПСС |
|         | Сыдыкбаев Намасалы                   | 1935 | 253          | Орто-Бозский             | Баткенский        | 1962              | первый секретарь Баткенского райкома КП КССР |
|         | Сыдыков Матен                        | 1922 | 317          | Токтогульский            | Токтогульский     | 1947              | первый секретарь Токтогульского райкома КП КССР, член ЦК КП КССР |
|         | Сыдыков Толуберди                    | 1924 | 179          | Ат-Башинский             | Ат-Башинский      | 1958              | директор совхоза им. 50-летия СССР Ат-Башинского района, заслуженный зоотехник КССР |
|         | Сыдыкова Шокуло                      | 1926 | 190          | Кош-Дюбинский            | Кочкорский        | —                 | чабан колхоза им. Фрунзе Кочкорского района |
|         | Табышалиев Салморбек                 | 1928 | 4            | Университетский          | г. Фрунзе         | 1949              | ректор Киргизского государственного университета, член ЦК КП Киргизии, член-корреспондент АН КССР |
|         | Таджибаев Абдиваит                   | 1930 | 325          | Узгенский                | Узгенский         | 1959              | первый секретарь Узгенского райкома КП КССР, член ЦК КП КССР |
|         | Талипов Вагинур                      | 1931 | 287          | Кулундинский             | Ляйлякский        | 1951              | первый секретарь Ляйлякского райкома КП КССР |
|         | Ташиев Кулназар                      | 1919 | 212          | Машинодорожный           | г. Джалал-Абад    | 1940              | министр торговли КССР, кандидат в члены ЦК КП КССР |
|         | Тойгомбаев Джаманкул                 | 1912 | 62           | Нижне-Аларчинский        | Аламединский      | 1932              | председатель Государственного комитета СМ КССР по профессионально-техническому образованию, член ЦК КП КССР |
|         | Токомбаев Аалы                       | 1904 | 156          | Григорьевский            | Иссык-Кульский    | 1927              | писатель, Народный акын КССР, лауреат Государственной премии им. Токтогула, действительный член АН КССР, Герой Социалистического Труда                                                                                                   |
|         | Токомбаев Асанбек                    | 1924 | 260          | Кызыл-Кышлакский         | Кара-Суйский      | 1949              | председатель Государственного комитета СМ КССР по телевидению и радиовещанию, кандидат в члены ЦК КП КССР |
|         | Токтоналиев Алиаскар                 | 1929 | 107          | Сокулукский              | Сокулукский       | 1955              | министр финансов КССР, член ЦК КП КССР |
|         | Толобекова Бурулкан                  | 1953 | 16           | Первомайский             | г. Фрунзе         | —                 | студентка физико-математического факультета Киргизского женского педагогического института им. В. В. Маяковского |
|         | Толобиева Ишенгуль                   | 1948 | 129          | Сан-Ташский              | Чуйский           | —                 | доярка колхоза «Санташ» Чуйского района |
|         | Торогельдиев Беримкул                | 1932 | 285          | Кочкор-Атинский          | Ленинский         | 1962              | министр связи КССР |
|         | Трушкина Мария Николаевна            | 1944 | 17           | Московский               | г. Фрунзе         | н. д.             | швея-мотористка Фрунзенской трикотажной фабрики |
|         | Туйгунова Замира                     | 1943 | 335          | Охнинский                | Фрунзенский       | —                 | рабочая овощеводческого звена совхоза «Кадамджай» Фрунзенского района |
|         | Туменбаева Жаныл                     | 1945 | 237          | Ак-Курганский            | Ала-Букинский     | 1972              | секретарь ЦК ЛКСМ КССР |
|         | Туник Нина Матвеевна                 | 1950 | 141          | Октябрьский              | г. Пржевальск     | —                 | паяльщица по выпуску низковольтной аппаратуры электротехнического завода г. Пржевальска |
|         | Турдубеков Бокомбай Акимович         | 1950 | 173          | Соколовский              | Ак-Суйский        | 1974              | тракторист совхоза «Тургень» Ак-Суйского района |
|         | Турдукулова Саламат                  | 1947 | 305          | Багышский                | Сузакский         | 1974              | рабочая Октябрьского винсовхозкомбината Сузакского района |
|         | Турсунов Жаныбек Жумалиевич          | 1933 | 97           | Беловодский              | Московский        | 1955              | редактор газеты «Советтик Кыргызстан», Заслуженный работник культуры КССР, член ЦК КП КССР |
|         | Турсунов Сабирдин Турсунович         | 1930 | 90           | Кировский                | Кировский         | 1952              | постоянный представитель СМ КССР при СМ СССР |
|         | Тынаев Жумаке                        | 1933 | 148          | Оргочорский              | Джеты-Огузский    | 1956              | старший чабан Оргочорской опытной станции по овцеводству |
|         | Тынаева Роза                         | 1939 | 28           | Боконбаевский            | г. Фрунзе         | 1964              | заготовщица Фрунзенского обувного производственного объединения |
|         | Тыналиев Карыбек                     | 1933 | 193          | Кара-Суйский             | Кочкорский        | 1959              | председатель исполкома Нарынского областного Совета депутатов трудящихся, член ЦК КП КССР |
|         | Тюребаев Вил Наджметдинович          | 1934 | 236          | Ала-Букинский            | Ала-Букинский     | 1961              | первый секретарь Ала-Букинкого райкома КССР |
|         | Угаров Виктор Иванович               | 1929 | 20           | Панфиловский             | г. Фрунзе         | 1960              | директор приборостроительного завода им. 50-летия КССР |
|         | Узгалиев Асыранбек                   | 1931 | 182          | Кара-Суйский             | Ат-Башинский      | 1957              | министр сельского хозяйства КССР, член ЦК КП КССР |
|         | Узденова Марьям                      | 1929 | 312          | Ырысский                 | Сузакский         | 1961              | доярка колхоза им. Ленина Сузакского района, Герой Социалистического Труда |
|         | Умаров Ибрагим                       | 1922 | 243          | Корульский               | Алайский          | 1948              | первый секретарь Алайского райкома КП КССР, кандидат в члены ЦК КП КССР |
|         | Умуралиев Мукаш                      | 1923 | 89           | Кара-Сайский             | Кировский         | 1958              | министр сельского хозяйства КССР, член ЦК КП КССР |
|         | Усманов Рашат Бариевич               | 1926 | 98           | Первомайский             | Московский        | 1951              | министр пищевой промышленности КССР, член ЦК КП КССР |
|         | Усупбаева Алымбюбю                   | 1934 | 134          | Буранинский              | Чуйский           | —                 | свекловичница колхоза «Бурана» Чуйского района |
|         | Усубалиев Турдакун Усубалиевич       | 1919 | 199          | Джан-Булакский           | Тянь-Шаньский     | 1941              | первый секретарь ЦК КП КССР, член ЦК КП КССР, член ЦК КПСС |
|         | Усенбеков Калыйнур                   | 1921 | 286          | Джары-Джельский          | Ляйлякский        | 1943              | председатель Киргизского республиканского комитета ДОСААФ |
|         | Усенов Дарманбек                     | 1936 | 303          | Алай-Кульский            | Советский         | 1965              | директор совхоза им. Сидорова Советского района |
|         | Хилимончик Владимир Петрович         | 1912 | 126          | Таласский                | г. Талас          | 1943              | министр автомобильного транспорта и шоссейных дорог КССР, член ЦК КП КССР |
|         | Хлебников Михаил Николаевич          | 1932 | 225          | Сары-Биинский            | г. Майли-Сай      | 1961              | первый секретарь Майли-Сайского горкома КП КССР |
|         | Хоменко Александр Григорьевич        | 1922 | 126          | Янги-Араванский          | Араванский        | 1958              | председатель правления колхоза «Коммунизм» Араванского района |
|         | Хохлачёв Михаил Егорович             | 1915 | 11           | Кызыл-Аскерский          | г. Фрунзе         | 1944              | председатель Государственного комитета СМ КССР по делам строительства, член ЦК КП КССР |
|         | Цыганков Евгений Фёдорович           | 1939 | 340          | Хайдарканский            | Фрунзенский       | —                 | проходчик Хайдарканского ртутного комбината им. 50-летия КССР |
|         | Чемерисов, Василий Евсеевич          | 1925 | 119          | Орловский                | Таласский         | 1945              | председатель правления колхоза «Красная заря» Таласского района |
|         | Чингилова Жомакан                    | 1950 | 310          | Кызыл-Туйский            | Сузакский         | —                 | колхозница колхоза им. Карла Маркса Сузакского района |
|         | Чойбеков Данияр                      | 1925 | 313          | Барпынский               | Сузакский         | —                 | чабан колхоза им. Барпы Сузакского района |
|         | Чокоев Базарбай Бекебаевич           | 1947 | 245          | Чон-Алайский             | Алайский          | —                 | старший чабан совхоза «Чон-Алай» Алайского района |
|         | Чотоев Коен                          | 1938 | 318          | Кетмень-Тюбинский        | Токтогульский     | 1966              | старший чабан совхоза им. Токтогула Токтогульского района |
|         | Чудин Виталий Иванович               | 1929 | 228          | Рудничный                | г. Сулюкта        | 1954              | заместитель председателя СМ КССР, член ЦК КП КССР |
|         | Чупров Фёдор Михайлович              | 1921 | 22           | Фрунзенский Северный     | г. Фрунзе         | 1944              | второй секретарь Фрунзенского горкома КП КССР, член ЦК КП КССР |
|         | Чыгыев Эргеш                         | 1939 | 265          | Рудничный                | Кара-Суйский      | 1965              | председатель колхоза им. Фрунзе Кара-Суйского района |
|         | Чыныбаев Кудайберген                 | 1930 | 232          | Северный                 | г. Таш-Кумыр      | 1955              | бригадир бригады проходчиков шахты «Северная», Герой Социалистического Труда |
|         | Шаршеналиев Усек                     | 1921 | 43           | Токмакский               | г. Токмак         | 1946              | первый секретарь Токмакского райкома КП КССР |
|         | Шепель Василий Григорьевич           | 1926 | 149          | Саруйский                | Джеты-Огузский    | 1946              | редактор газеты «Советская Киргизия», Заслуженный работник культуры КССР, член ЦК КП КССР |
|         | Шералиев Жоро                        | 1916 | 282          | Кызыл-Джарский           | Ленинский         | 1953              | бригадир хлопководческой бригады совхоза «Кызыл-Джар» Ленинского района |
|         | Шербаева Равза                       | 1944 | 238          | Первомайский             | Ала-Букинский     | 1971              | доярка колхоза «1-е Мая» Ала-Букинского района |
|         | Шидиева Соянхан                      | 1930 | 270          | Савайский                | Кара-Суйский      | 1956              | бригадир хлопководческой бригады колхоза им. Таширова Кара-Суйского района |
|         | Шукуров Жумакадыр                    | 1932 | 181          | Ак-Моюнский              | Ат-Башинский      | —                 | старший чабан колхоза им. Куйбышева Ат-Башинского района |
|         | Эгембердиева Бубужар                 | 1928 | 296          | Кызыл-Октябрьский        | Наукатский        | —                 | низальщица табаководческой бригады совхоза «Кок-Джар» Наукатского района |
|         | Эргашев Маматгази                    | 1925 | 280          | Ленин-Джольский          | Ленинский         | 1953              | первый секретарь Ленинского райкома КП КССР Ошской области, член ЦК КП КССР |
|         | Эхтов Павел Трофимович               | 1932 | 27           | Свердловский             | г. Фрунзе         | 1958              | военнослужащий |
|         | Юматова Анна Тихоновна               | 1924 | 147          | Покровский               | Джеты-Огузский    | 1945              | председатель правления колхоза «Коммунизм» Джеты-Огузского района, Герой Социалистического Труда, член ЦК КП КССР |
|         | Юнусов, Алимжан                      | 1926 | 309          | Благовещенский           | Сузакский         | 1952              | председатель правления колхоза «Коммунизм» Сузакского района |
|         | Юсупов Рысбек Шукурбаевич            | 1948 | 109          | Краснооктябрьский        | Сокулукский       | 1971              | дояр Киргизской опытно-селекционной станции по сахарной свёкле Сокулукского района |
|         | Юсупов Рысбек Шукурбаевич            | 1929 | 246          | Араванский               | Араванский        | 1952              | председатель правления колхоза им. XXII партсъезда, Герой Социалистического Труда |
|         | Якименко Нина Владимировна           | 1940 | 70           | Ленинский                | Аламединский      | —                 | доярка колхоза им. Ленина Аламединского района |
|         | Ярков Алексей Андреевич              | 1929 | 55           | Красновосточный          | Калининский       | —                 | звеньевой свекловодческого механизированного звена колхоза им. Ленина Калининского района |